# Frente Justicialista de Unidad Popular
El Frente Justicialista de Unidad Popular (también conocido por su sigla FREJUPO) fue una coalición política Argentina que se impuso en las elecciones presidenciales de 1989.
En 1989 obtuvo el 47,49 % de los votos, con la fórmula presidencial de Carlos Saúl Menem y Eduardo Duhalde.
Es recordado por la plataforma electoral con la que ganó las elecciones; entre las medidas se incluían un "salariazo" y "revolución productiva".

## Partidos integrantes
| Partido | Partido                                | Líder                | Ideología                 | Posición        |
| ------- | -------------------------------------- | -------------------- | ------------------------- | --------------- |
|         | Partido Justicialista                  | Carlos Menem         | Peronismo                 | Centroderecha   |
|         | Partido Intransigente                  | Oscar Alende         | Nacionalismo de izquierda | Centroizquierda |
|         | Movimiento de Integración y Desarrollo | Rogelio Frigerio     | Desarrollismo             | Centro          |
|         | Partido Demócrata Cristiano            | Arturo Ponsati       | Democracia cristiana      | Centroizquierda |
|         | Partido del Trabajo y del Pueblo       | Otto Vargas          | Maoísmo                   | Izquierda       |
|         | Movimiento Patriótico de Liberación    | Jorge Abelardo Ramos | Nacionalismo de izquierda | Izquierda       |

## Resultados electorales

### Elecciones presidenciales
|  | 46.81 % |

|  | 50.83 % |

### Elecciones legislativas
| Año  | Votos     | % de votos       | Diputados | Diputados | Senadores | Posición |
| Año  | Votos     | % de votos       | Obtenidos | Totales   | Senadores | Posición |
| ---- | --------- | ---------------- | --------- | --------- | --------- | -------- |
| 1989 | 7.436.640 | \| \| 44.68 % \| | 66/127    | 128/254   | 28/46     | Mayoría  |
|      | 44.68 %   |                  |           |           |           |          |